# San Paolo alla Regola
San Paolo alla Regola är en kyrkobyggnad och diakonia i Rom, helgad åt den helige Paulus. Enligt traditionen är den uppförd på ruinerna av det hus där aposteln Paulus bodde under sina sista år. Kyrkan är belägen i Rione Regola och tillhör församlingen Santi Biagio e Carlo ai Catinari.
Fasaden är utförd av Giuseppe Sardi efter ritningar av Giacomo Ciolli. Högaltarmålningen är utförd av Luigi Garzi och framställer Pauli omvändelse. Interiören hyser även målningar av bland andra Giacinto Calandrucci, Biagio Puccini, Giacomo Diol och Mariano Rossi.

## Bilder
| - Det kurvlinjiga entablementet. |